# Thestylus signatus
Espèce
Synonymes
- Thestylus glasioui signatus Mello-Leitão, 1931

Thestylus signatus est une espèce de scorpions de la famille des Bothriuridae.

## Distribution
Cette espèce est endémique de l'État de Rio de Janeiro au Brésil. Elle se rencontre vers Engenheiro Paulo de Frontin.

## Description
La femelle holotype mesure 38 mm.

## Systématique et taxinomie
Cette espèce a été décrite sous le protonyme Thestylus glasioui signatus par Mello-Leitão en 1931. Elle est élevée au rang d'espèce par Mello-Leitão en 1945.
Cette espèce n'est connue que par sa description, son holotype étant perdu.

## Publication originale
- Mello-Leitão, 1931 : Notas sobre os Bothriuridae Sul-Americanos. Arquivos do Museu Nacional, vol. 33, p. 75-105 (texte intégral).